# Samuel Rogberg
Samuel Rogberg, född i Jönköping 18 oktober 1698, död 1 augusti 1760 i Evedal vid Växjö, var en svensk präst och topograf, mest känd för en historisk beskrivning om Småland. Han var farfar till Carl Georg Rogberg.
Samuel Rogberg var son till Johan Rogberg (1660-1728), rektor vid stadsskolan i Jönköping, och Kristina Hellman. Han inskrevs 1716 som student vid Uppsala universitet, där han riktade sina studier huvudsakligen åt historia och blev magister vid promotionen 1725. 
Följande år anställdes han som lektor i historia vid Växjö gymnasium. Han prästvigdes 1730 och befordrades 1736 till teologie lektor. Tre år senare utnämndes han till kyrkoherde i Fröderyd. Prost i Västra härad blev han 1743.
Rogberg var ledamot av prästeståndet vid 1738, 1741 och 1755–1756 års riksdagar. Vid det sistnämnda av dessa riksmöten satt han såsom ledamot i den kommission, som dömde över Erik Brahe och hans olyckskamrater.
Rogberg dog under en brunnskur i Evedal vid Växjö. En av honom författad Historisk beskrifning om Småland utkom, tillökt av Eric Ruda, 1770, tio år efter Rogbergs död, och utgjorde fram till 1845 den enda källan till kännedom om Kronobergs och Jönköpings län.